# Tite Curet Alonso
Tite Curet Alonso (eigentl.: Catalino Curet Alonso; * 12. Februar 1926 in Guayama; † 5. August 2003 in Baltimore) war ein puerto-ricanischer Salsakomponist.
Der Sohn einer Näherin und eines Spanischprofessors, der Musiker im Orchester von Simón Madera war, wuchs nach der Scheidung seiner Eltern bei seiner Großmutter in San Juan auf. Er studierte Musiktheorie an der University of Puerto Rico bei Jorge Rubián. Seine ersten Song komponierte er 1965 in New York für Joe Quijano.
Bekannt wurde er mit dem Titel El grand tirano, den er ursprünglich für Roberto Ledesma schrieb, dann aber für die kubanische Sängerin La Lupe arrangierte. Diese hatte dann mit seinen Kompositionen Carcajada final und Puro teatro weitere Erfolge. Darauf nahmen auch Künstler wie die Trios Los Andinos und Los Condes seine Werke in ihr Repertoire auf und Tito Rodríguez machte Tiemblas und Don Fulano bekannt.
Seine gemeinsame Produktion mit Jerry Massucci anlässlich der Rückkehr Cheo Felicianos als Sänger brachte Hits hervor wie Anacaona, Mi triste problema, Pa’ que afinquen, Si por mi llueve und Franqueza cruel. Willie Colón hatte 1971 Erfolg mit Piraña. Wenig später schrieb Curet Testigo fui und Vale más un guaguancó für Ray Barretto, Las caras lindas de mi gente negra und De todas maneras rosas für Ismael Rivera, Periódico de ayer für Héctor Lavoe, Plantación adentro für Rubén Blades, La esencia del guaguancó für Pete Rodríguez und El prestamista für Rafael Cortijo.
Neben Salsas komponierte er auch die Ballade Tema de Nilsa für Johnny Olivo, die Merengue Yo me dominicaniso für die Hijos de Rey und das Folkstück Cucubano für Tony Cearrao. Mehrere seiner Kompositionen waren auch bei internationalen Festivals erfolgreich, so Y después del amor (mit den Hermanos Castro) beim Festival de Río, Deja al poeta cantar (mit Irma Bruno) beim Festival in Buga (Kolumbien) und Sal saludando (mit Cheo Feliciano) beim Festival de la Salsa in Venezuela.
Weiterhin schrieb Curet spanische Texte zu internationalen Hits wie Limelights (Cantilejas) von Charlie Chaplin. Großen Erfolg hatte Chucho Avellanet mit seiner Fassung von Wenn ich einmal reich wär (Si yo fuera rico) aus Anatevka. Seine Kompositionen wurden auch für Soundtracks in Filmen wie Pedro Almodóvars Frauen am Rande des Nervenzusammenbruchs und Francis Ford Coppolas Der Pate – Teil II verwendet.
Als Musikjournalist schrieb Curet für Zeitschriften wie Variedades, Estrellas, El Mundo, l Reportero, Vea und El Vocero. Er verfasste das Buch De la vida misma und hatte ein wöchentliches Programm bei Radio Universidad. Insgesamt komponierte er mehr als 2000 Songs.